# Una vez más (canción de Shaw)
«Una vez más» es el segundo sencillo del EP Destrozado y sin control, de la cantante y modelo peruana Shaw. El video fue estrenado el 26 de noviembre de 2010 por la cadena MTV Latinoamérica.

## Posicionamiento
| Listas (2010-2011)       | Mejor posición |
| ------------------------ | -------------- |
| MTV Centro Tu Top 10     | 4              |
| Top 20 Ranking           | 1              |
| Top 100 Ranking del 2011 | 17             |